# Calyptra subnubila
Calyptra subnubila là một loài bướm đêm thuộc họ Noctuidae. Chúng được tìm thấy ở Indonesia.
và được Prout miêu tả vào năm 1928.